# Pōmare I
Pōmare I (c. 1753 - 3 de setembro de 1803) foi o unificador e primeiro rei de Tahiti e fundador da Dinastia Pōmare e o Reino de Tahiti entre 1788 e 1791. Ele abdicou em 1791, mas manteve-se no poder como o regente da guarda durante a menoridade de seu sucessor Pōmare II desde 1791 até 1803.

## Biografia
Ele nasceu em Pare, o segundo filho de Teu Tunuieaiteatua por sua esposa, Tetupaia-i-Hauiri.
Como rei, Pōmare conseguiu unir as diferentes tribos de Tahiti em um único reino, composto das ilhas de si Tahiti, Mo 'orea, Meheti ' um, e Teti ' Aroa. Pōmare tornou-se assim o primeiro rei de Tahiti unificado em 1788.
Casou-se 4 vezes e teve três filhos e três filhas.
Ele morreu de trombose.